# Artur Janosz
Artur Janosz (Pszczyna, 16 de junho de 1993) é um automobilista polonês.

## Carreira

### GP3 Series
Em 2015, Tunjo fez sua estreia na GP3 Series pela equipe Trident. Ele permaneceu com a Trident para a disputa da temporada de 2016.